# Попис становништва 1991. у СФРЈ
Попис становништва 1991. у СФРЈ становништва, домаћинстава станова и пољопривреде је припреман и одржан у условима бурних политичких догађаја који су водили распаду СФРЈ. То је за последицу имало и прекид сарадње републичких статистичких завода ради обраде резултата пописа. Ово је последњи попис у низу периодичних пописа на 10 година, 1961, 1971, 1981, 1991, према међународним препорукама да се попис одржава на сваких десет година и то на годину која се завршава са нулом, односно годину пре или после те године.
Због бојкота пописа од стране албанског становништва, попис није обављен на територији АП Косова и Метохије са већинским албанским становништвом и на подручју општина Бујановца и Прешева, а за то подручје је урађена званична процена броја становника.
Књиге резултата пописа су објављене у 24 књиге.

## Резултати пописа заСР Србију
| Севернобачки округ       | 205.401   |
| Средњобанатски округ     | 221.353   |
| Севернобанатски округ    | 179.783   |
| Јужнобанатски округ      | 328.428   |
| Западнобачки округ       | 215.916   |
| Јужнобачки округ         | 553.027   |
| Сремски округ            | 309.981   |
| Војводина                | 2.013.889 |
| Београд — насеље         | 1.168.454 |
| Град Београд             | 1.602.226 |
| Мачвански округ          | 339.664   |
| Колубарски округ         | 200.560   |
| Подунавски округ         | 226.589   |
| Браничевски округ        | 253.492   |
| Шумадијски округ         | 312.160   |
| Поморавски округ         | 264.108   |
| Борски округ             | 178.718   |
| Зајечарски округ         | 158.131   |
| Златиборски округ        | 335.826   |
| Моравички округ          | 230.748   |
| Рашки округ              | 300.274   |
| Расински округ           | 283.108   |
| Нишавски округ           | 396.043   |
| Топлички округ           | 111.813   |
| Пиротски округ           | 116.926   |
| Јабланички округ         | 255.011   |
| Пчињски округ            | 243.529   |
| Централна Србија         | 5.808.906 |
| Косовски округ           | 670.762   |
| Пећки округ              | 401.420   |
| Призренски округ         | 390.382   |
| Косовскомитровачки округ | 275.904   |
| Косовскопоморавски округ | 217.728   |
| Косово и Метохија        | 1.956.196 |
| УКУПНО                   | 9.778.991 |

## Методологија
Овај попис је последњи по старој методологији, али је ради могућности поређења са следећим из 2002. године дат и резултат пописа према новој методологији који подразумева
1. сва лица на боравку у иностранству се искључују из пописа;
2. странци на раду и боравку у Србији укључују у попис.

|                  | 1991      | нова методологија |
| ---------------- | --------- | ----------------- |
| Централна Србија | 5.808.906 | 5.606.642         |
| Војводина        | 2.013.889 | 1.970.195         |
| УКУПНО           | 7.822.795 | 7.576.837         |

Разлика у броју становника од 245.958 је вишак становника на раду и боравку у иностранству у односу на број странаца који раде и бораве у СР Србији.

## Напомена
1. ↑  Подаци за простор општине Малишево, укључени су у податке за Призренски округ.